# Rolando Cruz Gutiérrez
Rolando Cruz Gutiérrez (1934-2018) fue un médico asistencial, docente e investigador de Costa Rica. Cardiólogo, anatomista e  historiador de la medicina. Reconocido en ámbitos médicos y políticos de Costa Rica. 

## Biografía
Nació el 6 de julio de 1934 en San José de Costa Rica y falleció el 21 de marzo en esa misma ciudad, a los 83 años.
Estudió medicina en la Universidad Nacional Autónoma de México (UNAM). Hizo su especialidad de cardiología en el Instituto Nacional de Cardiología Ignacio Chávez, también en México; y de anatomía en la Universidad del Estado de Louisiana, en Nueva Orleans. Fue becado por el gobierno de Estados Unidos de América y la Organización de los Estados Americanos (OEA). 
Fue Jefe del Servicio de Cardiología del Hospital Rafael Ángel Calderón Guardia, en San José de Costa Rica, durante cuatro décadas. Director de la Escuela de Medicina, Universidad de Costa Rica (UCR). Profesor Emérito de la Universidad de Costa Rica, donde enseñó por más de medio siglo, anatomía y cardiología. 
Fue presidente de varias sociedades y academias de Costa Rica y de América. Entre ellas: la Academia Nacional de Medicina (de Costa Rica), la Academia de Historia de la Medicina de Costa Rica, la  Asociación Centroamericana de Anatomía, la Asociación Panamericana de Anatomía. Fue presidente del XIII Simposio internacional de Ciencias Morfológicas (ISMS). Miembro activo de la Federación Internacional de Asociaciones de Anatomistas (IFAA).
Cofundador y presidente del  Simposio Ibero latinoamericano de Terminología (SILAT) en el 2009, la Academia Panamericana de Anatomía en el 2010 y la Academia Panamericana de Historia de la Medicina en el 2015. 
Miembro de las Sociedades Mexicanas y Centroamericana de Cardiología. Miembro Honorario de las Sociedades de Anatomía de: Argentina,  Brasileña,  Centroamericana,  Chilena,  Mexicana y  Peruana; y de Guayaquil, Ecuador. Miembro de American Medical College y American Association for Advanced of Science y National Geographic Society.

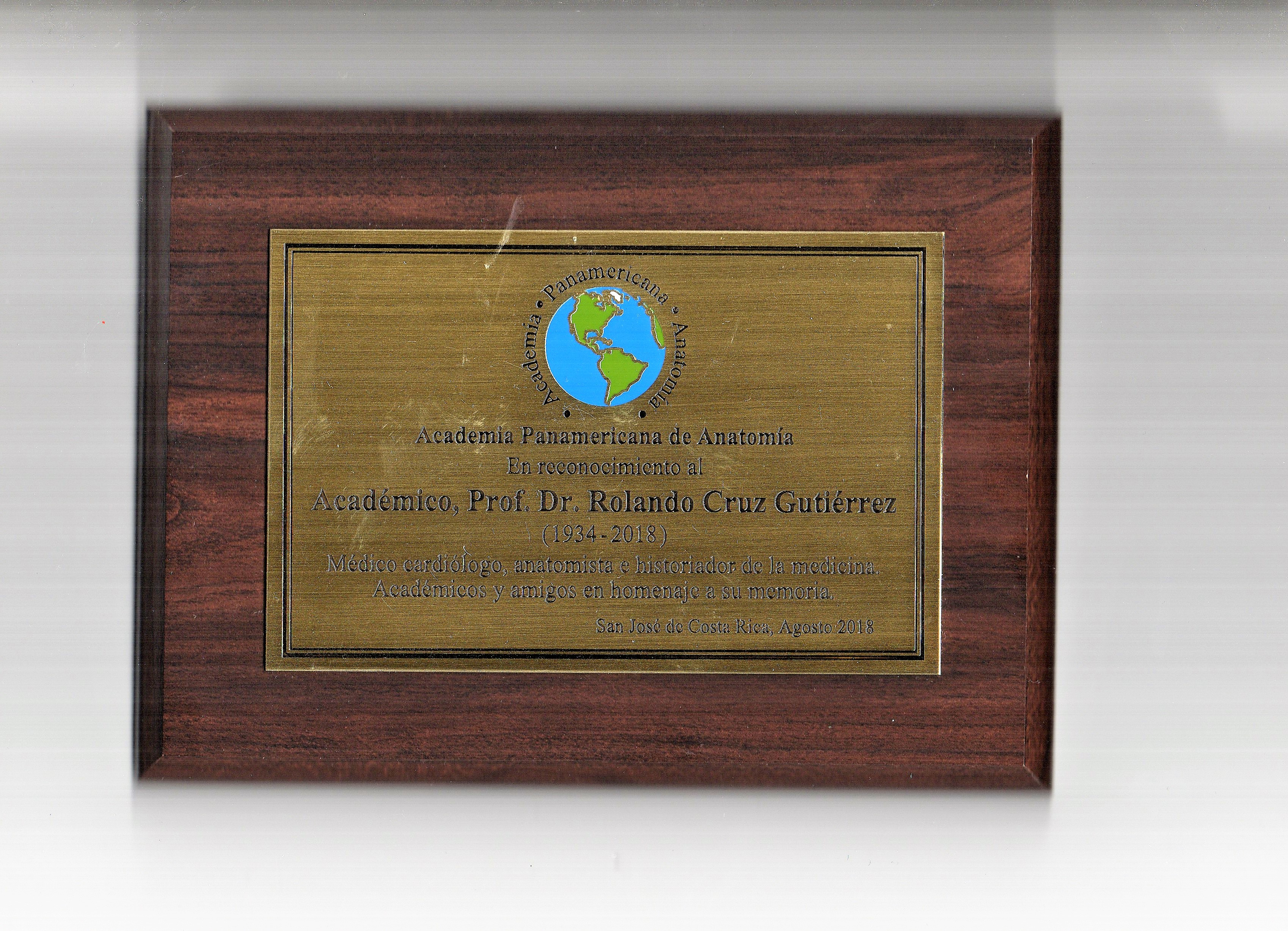
Texto: Academia Panamericana de Anatomía. En reconocimiento al Académico Prof. Dr. Rolando Cruz Gutiérrez (1934-2018). Médico cardiólogo, anatomista e historiador de la medicina. Académicos y amigos en homenaje a su memoria. San José de Costa Rica, Agosto 2018. Esta plaqueta se encuentra en la Escuela de Medicina de la UCR.

## Libros
1. Terminologías Anatómicas Internacionales: Anatómica, 1998, Thieme, Alemania; Histológica: 2005 Wolter-lippincott, Williams and Wilkins, Cardiff, UK; Embriológica: 2013, Thieme, Stuttgart, Alemania. (Coautor)
2. Desarrollo Normal y Anormal del corazón; Anatomía, Histología y Cardiopatías Congénitas. 2012, Editorial Trillas, México. 
3. Historia de la Anatomía y Ciencias Morfológicas. 2015. Editorial Trillas, México.
4. Historia de la Cardiología Clásica y Reciente. 2015, Editorial Trillas, México.